# Andrena isocomae
Andrena isocomae là một loài Hymenoptera trong họ Andrenidae. Loài này được Timberlake mô tả khoa học năm 1951.